# Benavites
Benavites è un comune spagnolo di 645 abitanti situato nella comunità autonoma Valenciana.